# Otoplecta
Otoplecta là một chi bướm đêm thuộc họ Geometridae.